# Ferrari 126 C4
La Ferrari 126 C4 è una monoposto di Formula 1, costruita e schierata dalla Scuderia Ferrari nella stagione 1984. Progettata da Mauro Forghieri ed Harvey Postlethwaite, venne condotta in gara da Michele Alboreto e René Arnoux.
Quarta ed ultima evoluzione della 126 CK del 1981, pur se sufficientemente veloce, manifestò vari problemi di affidabilità che non la misero in condizione di lottare per le classifiche iridate.

## La vettura

### Caratteristiche tecniche
Il progetto della monoposto C4 prese le mosse dalla C3 del 1983, che i tecnici Ferrari tentarono di migliorare in ogni suo aspetto: vennero rivisti aerodinamica, bilanciamento, fluidi e meccanica.
Ne risultò una monoposto dalle forme compatte, con l'abitacolo in posizione molto avanzata, pance laterali ancor più corte, basse e spioventi (ove i radiatori erano alloggiati con inclinazione di 45°), una carenatura superiore molto corta (tanto da lasciare scoperta gran parte dell'unità motrice) e solcata lateralmente da due prese NACA.
Il motore 031 conservava i medesimi alesaggio e corsa del precedente 021, ma venne ulteriormente potenziato e dotato di una nuova iniezione elettronica costruita dalla Lucas Automotive.
Si provvide poi ad aumentare la capienza dei serbatoi, fermo restando il limite di 220 litri di carburante imposto dalla FIA.
Il cambio rimase a 5 rapporti, ma venne ridisegnato e collocato in posizione trasversale.
Un'ulteriore novità era costituita dall'introduzione dei freni con disco in carbonio della Brembo, che la Ferrari andava sperimentando privatamente già da un anno e mezzo.

### Scheda tecnica
Motore
- Ferrari 031, posteriore centrale longitudinale
- 6 cilindri a V di 120º
- alesaggio 81 mm
- corsa 48,4 mm
- cilindrata totale 1496,4 cm³
- distribuzione bialbero a camme in testa per fila di cilindri
- 24 valvole
- 4 valvole per cilindro, 2 di aspirazione, 2 di scarico
- rapporto di compressione 6,7:1
- iniezione indiretta Lucas-Ferrari o digitale Weber Marelli, 2 turbo KKK
- accensione elettronica Marelli
- raffreddato ad acqua
- lubrificazione a carter secco
- potenza massima 660/730 CV a 11000 giri/minuto con sovrapressione di 3,2/4,2 bar

Trasmissione
- trazione posteriore
- frizione multidisco

Autotelaio
- sospensione anteriore a ruote indipendenti, quadrilateri deformabili, comando molleggio a tirante o "pull-rod"
- sospensione posteriore a ruote indipendenti, quadrilateri deformabili, comando molleggio a tirante o "pull-rod"
- 4 freni a disco Brembo in carbonio
- sterzo a cremagliera
- serbatoio carburante 220 litri
- pneumatici anteriori Good Year 25.9-13"
- pneumatici posteriori Good Year 26.15-13"

Dimensioni e peso
- carreggiata anteriore 1786 mm
- carreggiata posteriore 1665 mm

 Esemplari costruiti 
- 7 (numero di chassis da 071 a 077)[3]

## I test
I test invernali non evidenziarono particolari problematiche: le due Ferrari segnarono ottimi tempi, in particolar modo al Paul Ricard, dove Alboreto e Arnoux furono battuti dal solo Elio De Angelis su Lotus: bisogna tuttavia considerare che a tali sessioni non partecipava la McLaren.

## La stagione

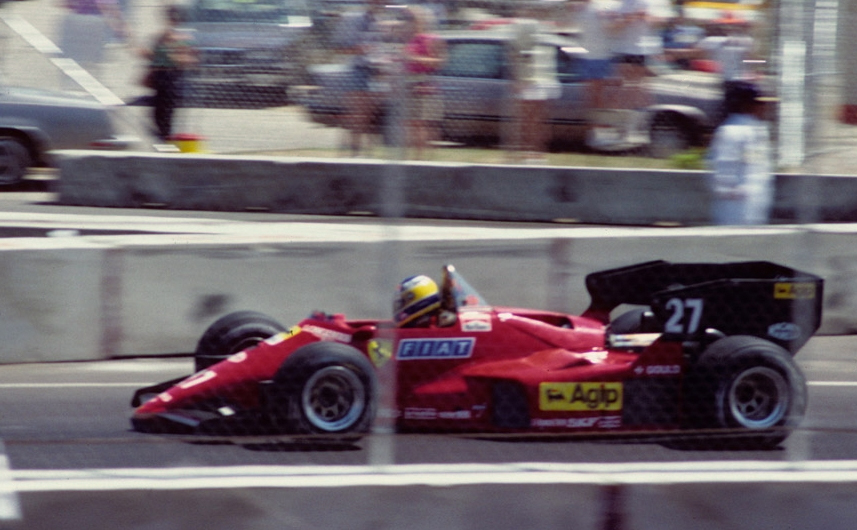
Michele Alboreto sulla 126 C4 a Dallas nel 1984

Nonostante le elevate aspettative di tifosi e stampa, in particolar modo legate al ritorno (a 11 anni di distanza dall'esperienza di Arturo Merzario) di un pilota italiano al volante di una Ferrari in Formula 1, la 126 C4 non seppe rivelarsi competitiva
La monoposto manifestò infatti frequenti noie meccaniche, in particolare alle turbine KKK, e patì ben 12 ritiri in gara (8 per Alboreto e 4 per Arnoux). L'unica vittoria stagionale (nonché l'unica pole position) arrivò al GP del Belgio con Alboreto; nell'occasione il compagno di squadra Arnoux segnò il giro più veloce e chiuse terzo. Per il resto della stagione la Ferrari di rado fu in grado di lottare per primeggiare nei Gran Premi, navigando spesso tra il quarto e il sesto posto.

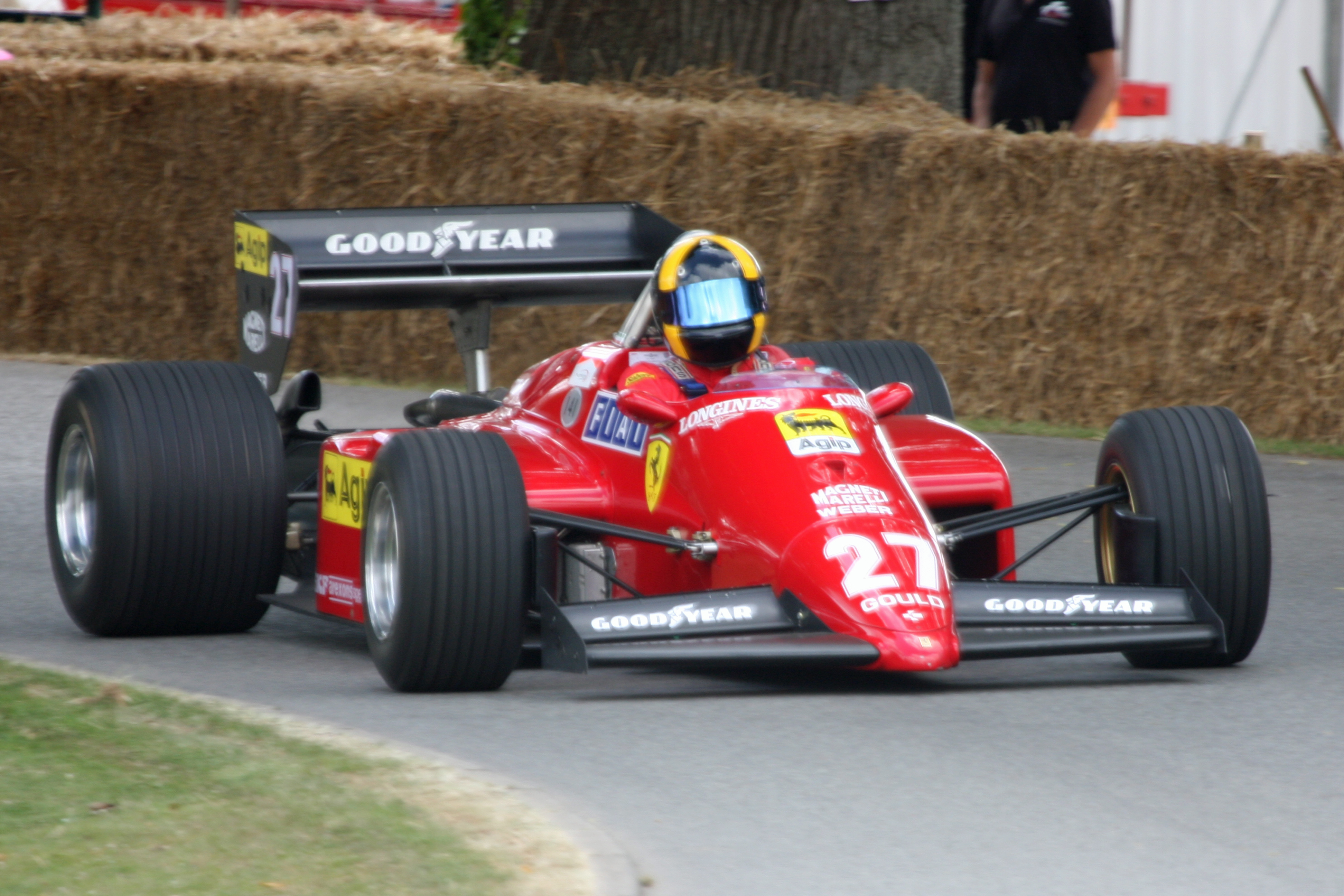
La 126 C4-M2 di Alboreto in azione nel 2009 al Goodwood Festival of Speed

Un qualche beneficio si ottenne con l'introduzione della versione M2, dotata di pance laterali notevolmente allungate e con profilo rastremato verso il retrotreno (a descrivere il cosiddetto disegno "a Coca-Cola") e di una nuova iniezione digitale Weber-Marelli: portata all'esordio nel GP d'Italia, consentì ad Alboreto di cogliere due secondi e un quarto posto nei tre Gran Premi conclusivi, comunque non sufficienti ad imprimere una svolta al bilancio della stagione.
La Ferrari riuscì comunque a concludere al secondo posto il campionato costruttori, ma con meno della metà dei punti della capolista McLaren (dominatrice della stagione con la McLaren MP4/2 motorizzata Porsche), segnando un netto peggioramento rispetto ai risultati ottenuti negli anni precedenti. 
L'annata fu inoltre complicata dalle polemiche sorte in seno alla Ferrari e nei confronti dei partner tecnici. La Scuderia accusò infatti la Goodyear di aver costruito pneumatici troppo poco resistenti; i gommisti americani rifiutarono l'accusa e addebitarono le scarse performance delle coperture all'eccessiva temperatura sviluppata dai freni. Fonte di complicazioni fu altresì la coabitazione tra i due piloti: la scelta di riservare le maggiori attenzioni tecniche ad Alboreto andò infatti a demotivare Arnoux, che più volte venne attaccato dalla stampa italiana per il proprio scarso rendimento in pista.
A fine stagione Mauro Forghieri fu spostato ad un altro incarico e il progetto della nuova vettura fu affidato al solo Harvey Postlethwaite.

### Risultati completi
(Legenda) (I risultati in Grassetto indicano una pole position; i risultati in Corsivo indicano il giro più veloce in gara)
| Anno | Team             | Motore                 | Gomme | Piloti   |     |     |   |     |     |   |     |     |     |   |     |   |     |     |   |   | Punti | Pos. |
| ---- | ---------------- | ---------------------- | ----- | -------- | --- | --- | - | --- | --- | - | --- | --- | --- | - | --- | - | --- | --- | - | - | ----- | ---- |
| 1984 | Scuderia Ferrari | Ferrari Tipo 031 V6 tc | G     | Alboreto | Rit | 11  | 1 | Rit | Rit | 6 | Rit | Rit | Rit | 5 | Rit | 3 | Rit | 2   | 2 | 4 | 57,5  | 2º   |
| 1984 | Scuderia Ferrari | Ferrari Tipo 031 V6 tc | G     | Arnoux   | Rit | Rit | 3 | 2   | 4   | 3 | 5   | Rit | 2   | 6 | 6   | 7 | 11  | Rit | 5 | 9 | 57,5  | 2º   |